# Neaetha oculata
Neaetha oculata is een spinnensoort in de taxonomische indeling van de springspinnen (Salticidae).
Het dier behoort tot het geslacht Neaetha. De wetenschappelijke naam van de soort werd voor het eerst geldig gepubliceerd in 1876 door Octavius Pickard-Cambridge.